# Żmijowiec (roślina)

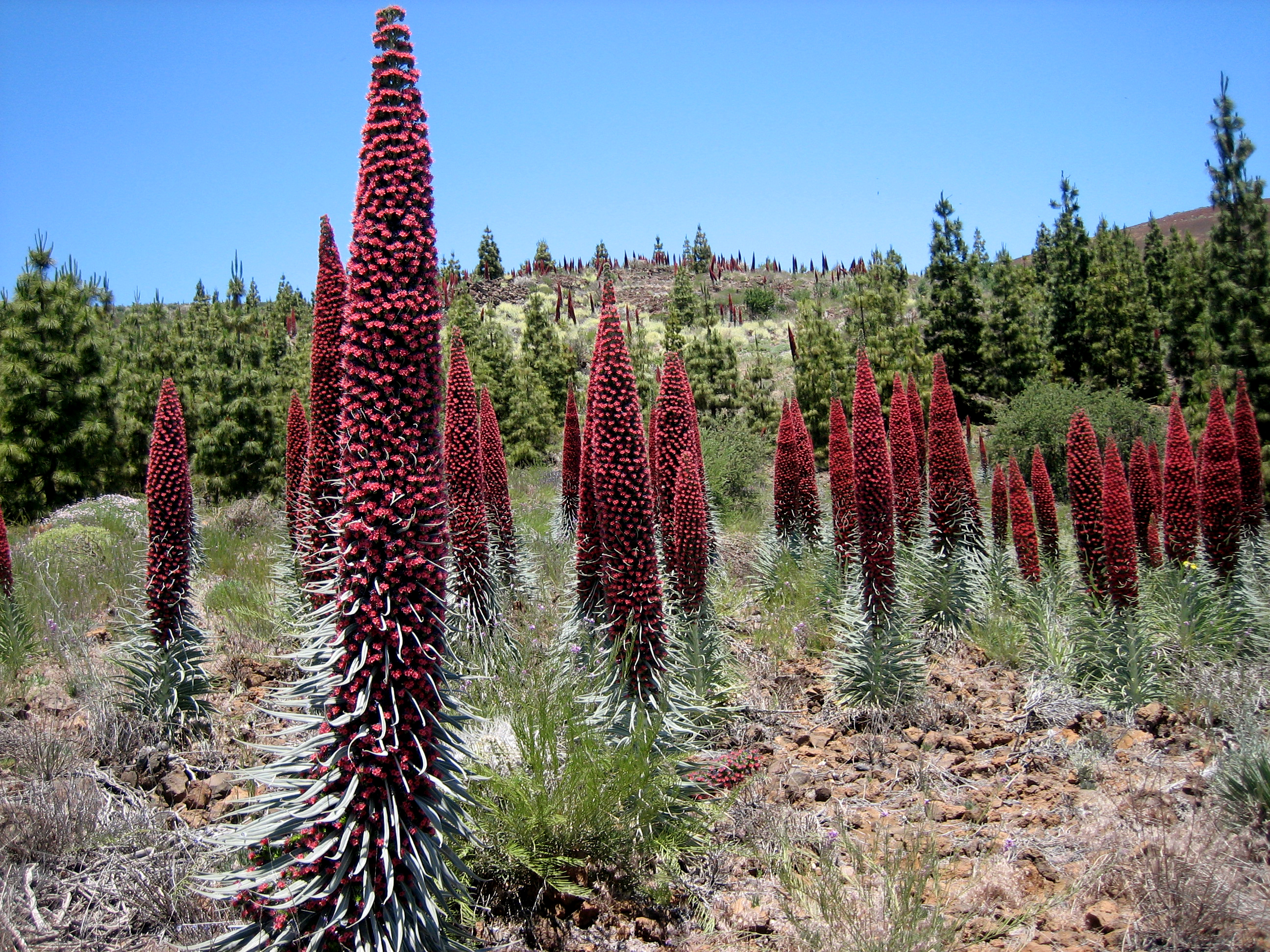
Echium wildpretii

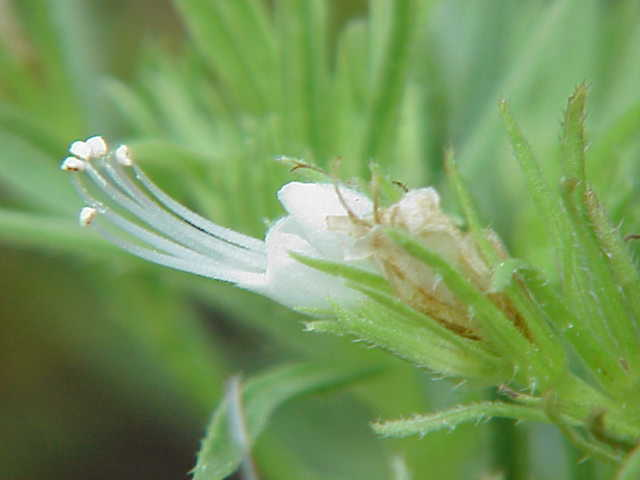
E. aculeatum

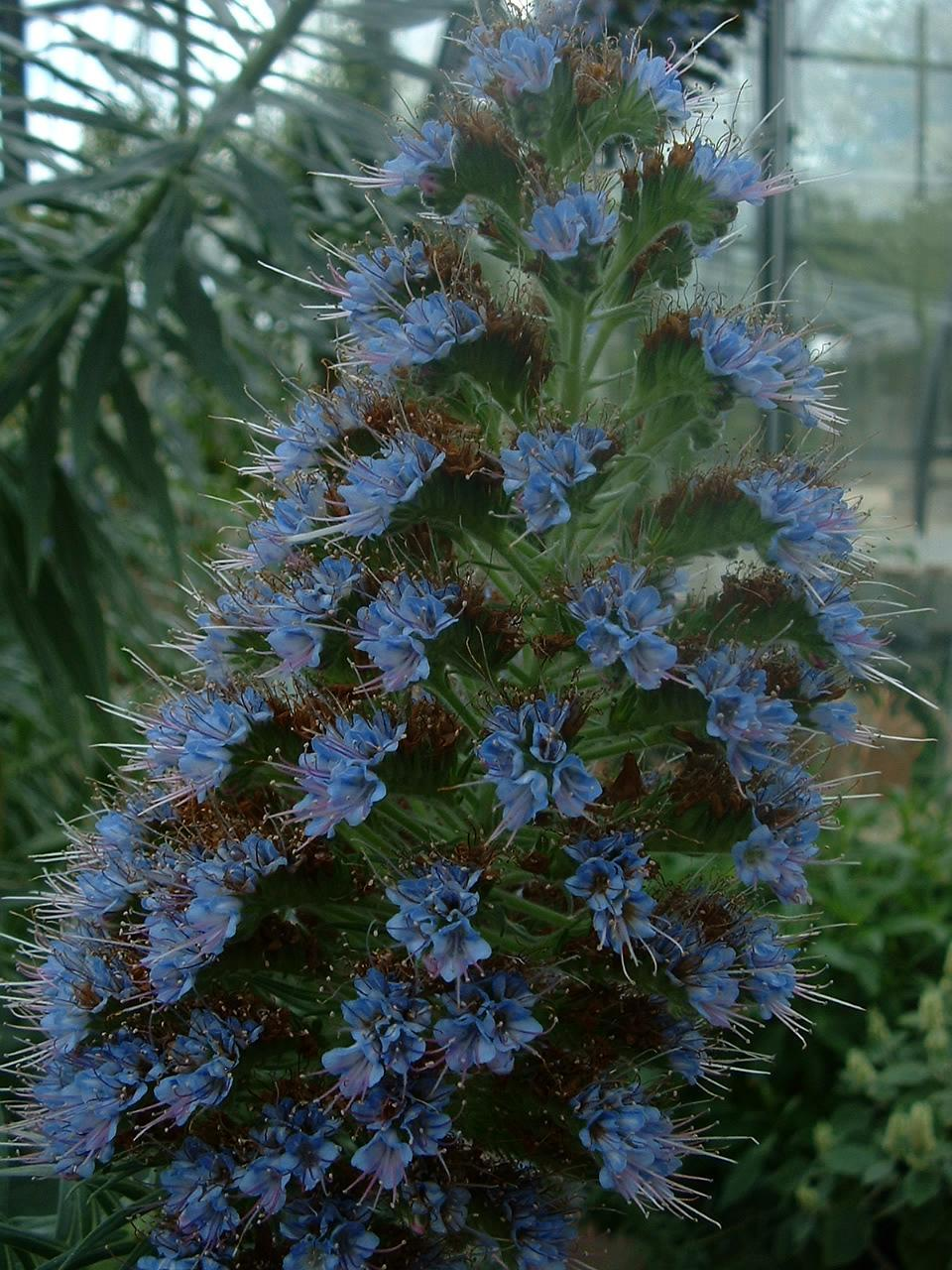
E. pininana

Żmijowiec (Echium L.) – rodzaj roślin jednorocznych, dwuletnich i bylin z rodziny ogórecznikowatych. Obejmuje 68 gatunków występujących głównie w obszarze śródziemnomorskim, w Europie, Azji Zachodniej i w Afryce. W Polsce rośnie jako gatunek rodzimy tylko żmijowiec zwyczajny E. vulgare (zaliczany tu tradycyjnie żmijowiec czerwony E. russicum wyodrębniany jest do rodzaju Pontechium), poza tym przejściowo dziczeje z upraw żmijowiec babkowaty E. plantagineum (podobnie, jako efemerofita, wymieniono także żmijowca wilczego E. lycopsis, które to nazwy są jednak synonimami żmijowca babkowatego). 
Przedstawiciele rodzaju zawierają trujące glikoalkaloidy, alkaloidy i alantoinę. Wykorzystywane były jako środek przeciw ukąszeniom żmii (stąd polska nazwa rodzajowa). Żmijowiec zwyczajny dawniej wykorzystywany był jako roślina lecznicza i trutka na szczury, z nasion wytłaczano olej.

## Morfologia
PokrójByliny, rośliny dwuletnie i jednoroczne o pędach szorstko owłosionych. Na obszarze śródziemnomorskim żmijowce osiągać mogą do 4 m wysokości (E. piniana).
LiścieSztywno, koląco owłosione, lancetowate, skrętoległe. Zwykle gęsto pokrywające łodygę.
KwiatyZebrane w szczytowy kwiatostan typu skrętka, często wiechowato złożony. Kwiaty zwykle szypułkowe. Wsparte wąskimi, liściopodobnymi przysadkami. kielich 5-krotny, z działkami zrośniętymi tylko u nasady, lancetowatymi do równowąskich, rzadko szerokimi, podczas owocowania powiększającymi się. Działki zwykle nieco asymetryczne – dwie od strony doosiowej bywają mniejsze. Korona kwiatu trąbkowata do dzwonkowatej, o zwykle krótkiej rurce, najczęściej niebieska, purpurowa lub różowa, często od zewnątrz nieco owłosiona. Końce płatków zwykle nierównej długości, stąd kwiaty nieco grzbieciste. Pręciki także nierówne, zwykle  wyrastające z dolnej części rurki korony. Zalążnia 4-krotna, z nitkowatą szyjką słupka na szczycie rozwidloną i na każdym końcu zwieńczoną główkowatym znamieniem.
OwoceCzterodzielna rozłupnia, rozpadająca się na 4 pojedyncze owocki, zwykle jasnobrązowe, jajowate, pomarszczone.

## Systematyka
Rodzaj należy do plemienia Lithospermeae w podrodzinie Boraginoideae Arnott w obrębie rodziny ogórecznikowatych Boraginaceae.
Wykaz gatunków
- Echium acanthocarpum Svent.
- Echium aculeatum Poir.
- Echium albicans Lag. & Rodr.
- Echium amoenum Fisch. & C.A.Mey.
- Echium anchusoides Bacch., Brullo & Selvi
- Echium angustifolium Mill.
- Echium arenarium Guss.
- Echium asperrimum Lam.
- Echium auberianum Webb & Berthel.
- Echium bethencourtii A.Santos
- Echium boissieri Steud.
- Echium × bond-spraguei Sprague & Hutch.
- Echium bonnetii Coincy
- Echium brevirame Sprague & Hutch.
- Echium callithyrsum Webb ex Bolle
- Echium candicans L.f.
- Echium canum Emb. & Maire
- Echium clandestinum Pomel
- Echium creticum L. – żmijowiec grecki
- Echium decaisnei Webb & Berthel.
- Echium flavum Desf.
- Echium gaditanum Boiss.
- Echium giganteum L.f.
- Echium glomeratum Poir.
- Echium handiense Svent.
- Echium hierrense Webb ex Bolle
- Echium horridum Batt.
- Echium humile Desf.
- Echium hypertropicum Webb
- Echium italicum L. – żmijowiec włoski
- Echium judaeum Lacaita
- Echium khuzistanicum Mozaff.
- Echium × lemsii G.Kunkel
- Echium leucophaeum (Webb ex Christ) Webb ex Sprague & Hutch.
- Echium × lidii G.Kunkel
- Echium longifolium Delile
- Echium lusitanicum L.
- Echium modestum Ball
- Echium montenielluense Delage
- Echium nervosum W.T.Aiton
- Echium onosmifolium Webb & Berthel.
- Echium pabotii Mouterde
- Echium parviflorum Moench
- Echium perezii Sprague
- Echium petiolatum Barratte & Coincy
- Echium pininana Webb & Berthel.
- Echium pitardii A.Chev.
- Echium plantagineum L. – żmijowiec babkowaty
- Echium portosanctense J.A.Carvalho, Pontes, Bat.-Marques & R.Jardim
- Echium rauwolfii Delile
- Echium rosulatum Lange
- Echium rubrum Forssk.
- Echium sabulicola Pomel
- Echium salmanticum Lag.
- Echium simplex DC.
- Echium spurium Lojac.
- Echium stenosiphon Webb
- Echium strictum L.f.
- Echium suffruticosum Barratte
- Echium sventenii Bramwell
- Echium × taibiquense P.Wolff & Rosinski
- Echium tenue Roth
- Echium thyrsiflorum Masson ex Link
- Echium triste Svent.
- Echium trygorrhizum Pomel
- Echium tuberculatum Hoffmanns. & Link
- Echium velutinum Coincy
- Echium virescens DC.
- Echium vulcanorum A.Chev.
- Echium vulgare L. – żmijowiec zwyczajny
- Echium webbii Coincy
- Echium wildpretii H.Pearson ex Hook.f.

Zaliczany tu tradycyjnie żmijowiec czerwony jako E. russicum J. F. Gmel. lub E. rubrum Jacq., od roku 2000 wyodrębniony jako takson monotypowy w rodzaju Pontechium – P. maculatum.